# Um amor em buenos aires
Um amor em Buenos Aires é o romance de estreia do escritor brasileiro Luiz Carlos Costa Liberatoscioli. É um livro de romance juvenil de temática LGBT. Publicado de forma independente, em fevereiro 2024, o livro explora temas como autodescoberta, amor e identidade, com a cidade de Buenos Aires como cenário central.

## Enredo
A História começa contando a vida de Christopher, um adolescente argentino de 17 anos finalista do ensino médio. Christopher gosta de desenhar, pintar e tem como sonho se tornar um arista e pintor reconhecido. Porém, seu pai não vê a decisão do filho como um futuro promissor e tenta convencê-lo a desistir da ideia. Sua mãe quase tem o mesmo pensamento, no entanto, crê que a paixão do filho seja algo apenas recreativo. 
Sem apoio dos pais, Christopher consegue apoio de sua avó materna, que o incentiva e também o ajuda como pode; e sua melhor amiga, Beatriz, que também estuda no mesmo colégio e é a pessoa mais próxima a ele.
Tudo muda ao descobrir que uma casa na sua vizinhança foi comprada por uma família vinda do Brasil. Posteriormente, acaba conhecendo os novos vizinhos; entre eles o filho do casal, Rafael, um jovem da mesma idade que Christopher e acabam se tornando amigos. 
Ao longo da História os dois passam a se conhecer e sair cada vez mais. Christopher nota sua paixão por Rafael e desconfia que ele esteja também apaixonado por ele. Contudo, seu pai persiste cada vez mais quanto a escolha de Christopher em relação à universidade e seu futuro profissional, o que gera cada vez mais discussões com seus pais. Sua avó acaba sendo diagnosticada com câncer cerebral em fase avançada, deixando-o abalado em meio às discussões com sua família e a amizade com Rafael.

## Recepção
Um Amor em Buenos Aires foi incluído em listas de sugestões de leitura em blogs e sites dedicados à literatura juvenil e LGBT. A Impérios Sagrados incluiu o livro como uma sugestão de leitura, destacando a autopublicação como alternativa ao tradicional mercado editorial. Quanto ao público, as críticas são majoritariamente positivas em redes sociais literárias como o Skoob e Wattpad. 
| Fonte  | Avaliação     |
| ------ | ------------- |
| Amazon | ★★★★★ (4,9/5) |
| Skoob  | ★★★★☆ (4,5/5) |

O livro foi publicado de forma independente pela Uiclap.